# Düwag GT8 Typ Dortmund
Düwag GT8 Typ Dortmund – seria tramwajów wyprodukowanych w latach 1959–1974 przez zakłady Duewag dla Dortmundu w liczbie 91 egzemplarzy. Wagony były wycofywane w latach 1981–2001 i zostały sprzedane do miast Karlsruhe, Hiroszima, Wuppertal i Reșița.

## Konstrukcja
GT8 Typ Dortmund to ośmioosiowe, trójczłonowe, dwukierunkowe, wysokopodłogowe wagony tramwajowe z wózkami Jakobsa. Każdą z osi napędza jeden silnik prądu stałego o mocy 65 kW. nadwozie jest wykonane w całości ze stali i poprzez zaokrągloną ścianę przednią i tylną wpisuje się w stylistykę wagonów z lat 50. XX wieku. Tramwaje wyposażono w czworo czteroczęściowych drzwi harmonijkowych po obu stronach nadwozia. Górna część okien jest uchylna. Informacji pasażerskiej służą kasety na numer linii z tyłu i z przodu wagonu oraz w środkowej części po bokach. W przedziale pasażerskim zamontowano siedzenia o stalowym szkielecie i drewnianych siedziskach i oparciach. 
Motorniczy kieruje tramwajem za pomocą nastawnika korbowego. Na dachu wagonu umieszczono dwa pantografy nożycowe. Wagon posiada hamulec pneumatyczny, ręczny, szynowy i rezystorowy.
Tramwaje otrzymały barwy kremowo-beżowe. Niektóre egzemplarze pomalowano po 1986 r. w barwy czerwono-białe, podobne do tych na tramwajach N8C i B80C.

## Dostawy

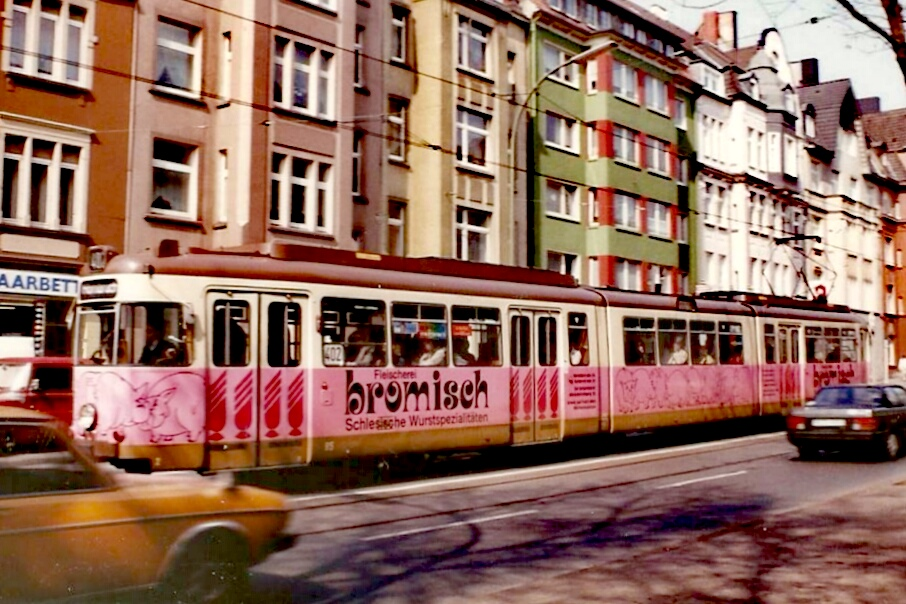
GT8 w Dortmundzie (1992)

Wagony dostarczono w 5 seriach, część z nich skonstruowała na licencji firma Hansa Waggonbau. Za wyposażenie elektryczne odpowiedzialna była firma Kiepe.
| Numery | Rok produkcji | Producent | Uwagi                                         |
| ------ | ------------- | --------- | --------------------------------------------- |
| 41–60  | 1959          | Hansa     |                                               |
| 61–81  | 1959          | Düwag     |                                               |
| 16–40  | 1966          | Düwag     |                                               |
| 6–15   | 1969          | Düwag     | w 1973 wagony dostały numery w zakresie 82–91 |
| 1–15   | 1974          | Düwag     |                                               |

## Eksploatacja
| Liniowe | Liniowe   | Liniowe           | Liniowe | Liniowe       |
| Państwo | Miasta    | Lata eksploatacji | Stan    | Liczba ogółem |
| ------- | --------- | ----------------- | ------- | ------------- |
| Japonia | Hiroszima | 1981–2012         | używane | 2             |
| Niemcy  | Dortmund  | 1959–2001         | nowe    | 91            |
| Niemcy  | Karlsruhe | 1981–1990         | używane | 10            |
| Niemcy  | Wuppertal | 1983–1987         | używane | 9             |
| Rumunia | Reșița    | 1996–2011         | używane | 21            |

W związku z budową U-Bahnu, w 1984 tramwaje GT8 obsługiwały pozostałe naziemne linie, np. 403 (do 1985 r. 409), 404, 406 i 408 (zamiennik dla 402).
Uruchomienie U-Bahnu wiązało się z koniecznością wycofania typu GT8 ze względu na niemożność obsługi wysokich peronów. Nastąpiło to w 2001 roku. Tramwaje zostały wtedy odsprzedane różnym miastom.

### Reșița
W związku z coraz większymi problemami w eksploatacji wagonów Timiș 2 i ich postępującymi kasacjami przedsiębiorstwo SC Prescom obsługujące połączenia tramwajowe w Reșicie podjęło decyzję o zakupie 21 wozów typu GT8 z nadwyżek w Dortmundzie w trzech partiach. Pierwszą partię w liczbie sześciu egzemplarzy dostarczono w 1996 roku, drugą w liczbie dziesięciu egzemplarzy w 1998 roku, a w 2000 roku dostarczono pięć egzemplarzy Tramwaje eksploatowano do czasu zamknięcia sieci tramwajowej w 2011 roku. Po zamknięciu sieci tramwajowej wszystkie egzemplarze zezłomowano.

## Galeria

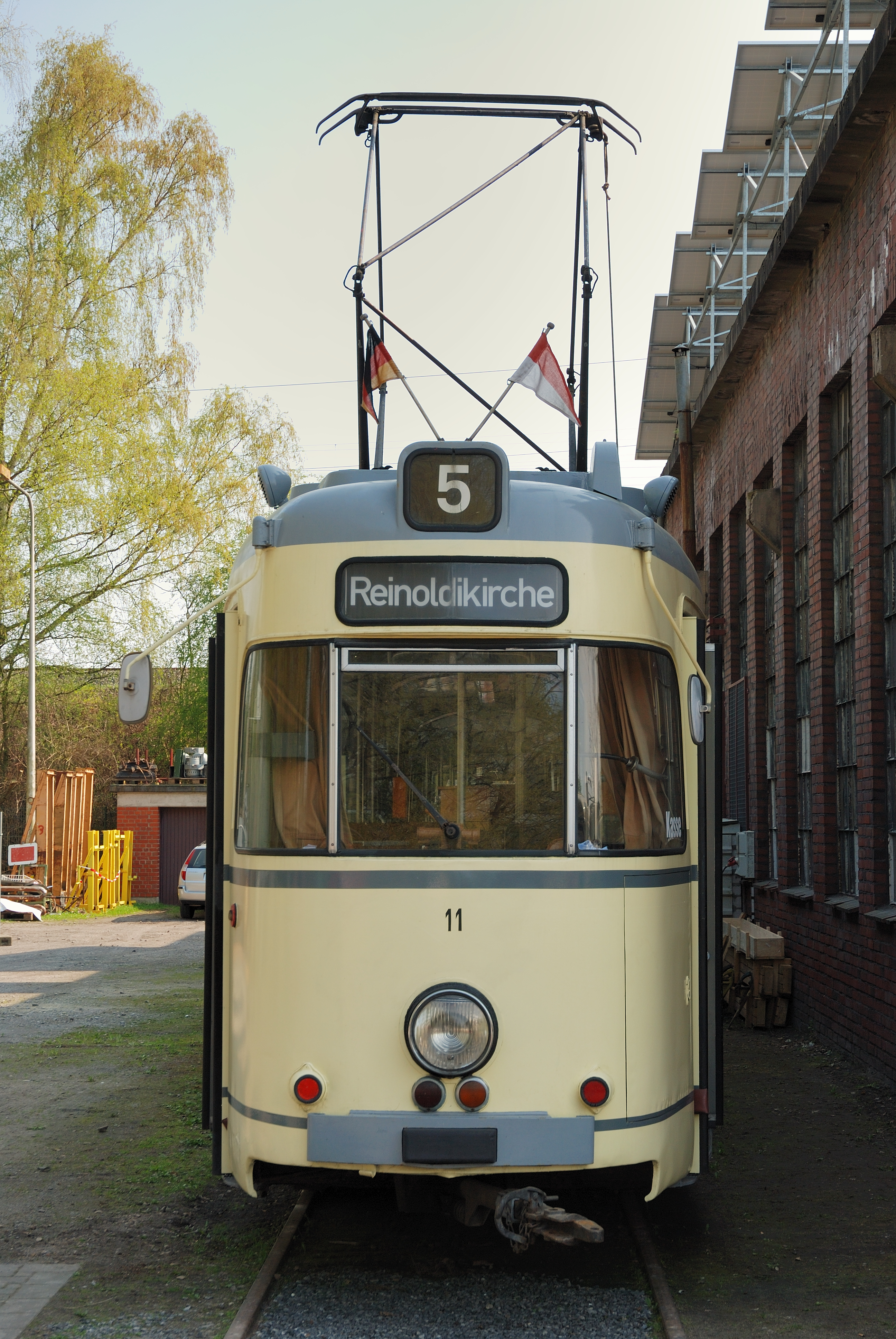
GT8 w Muzeum
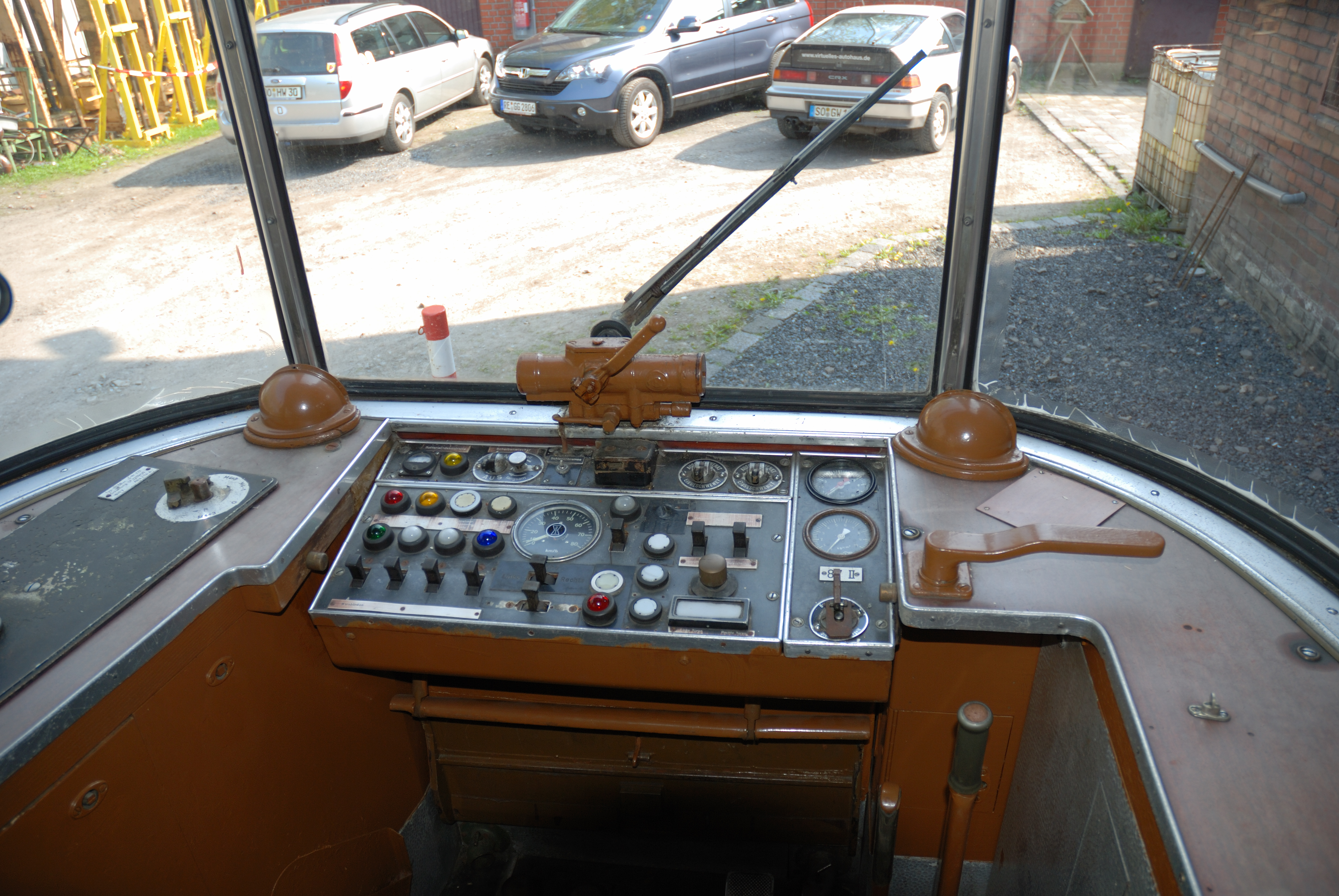
Pulpit sterowniczy GT8
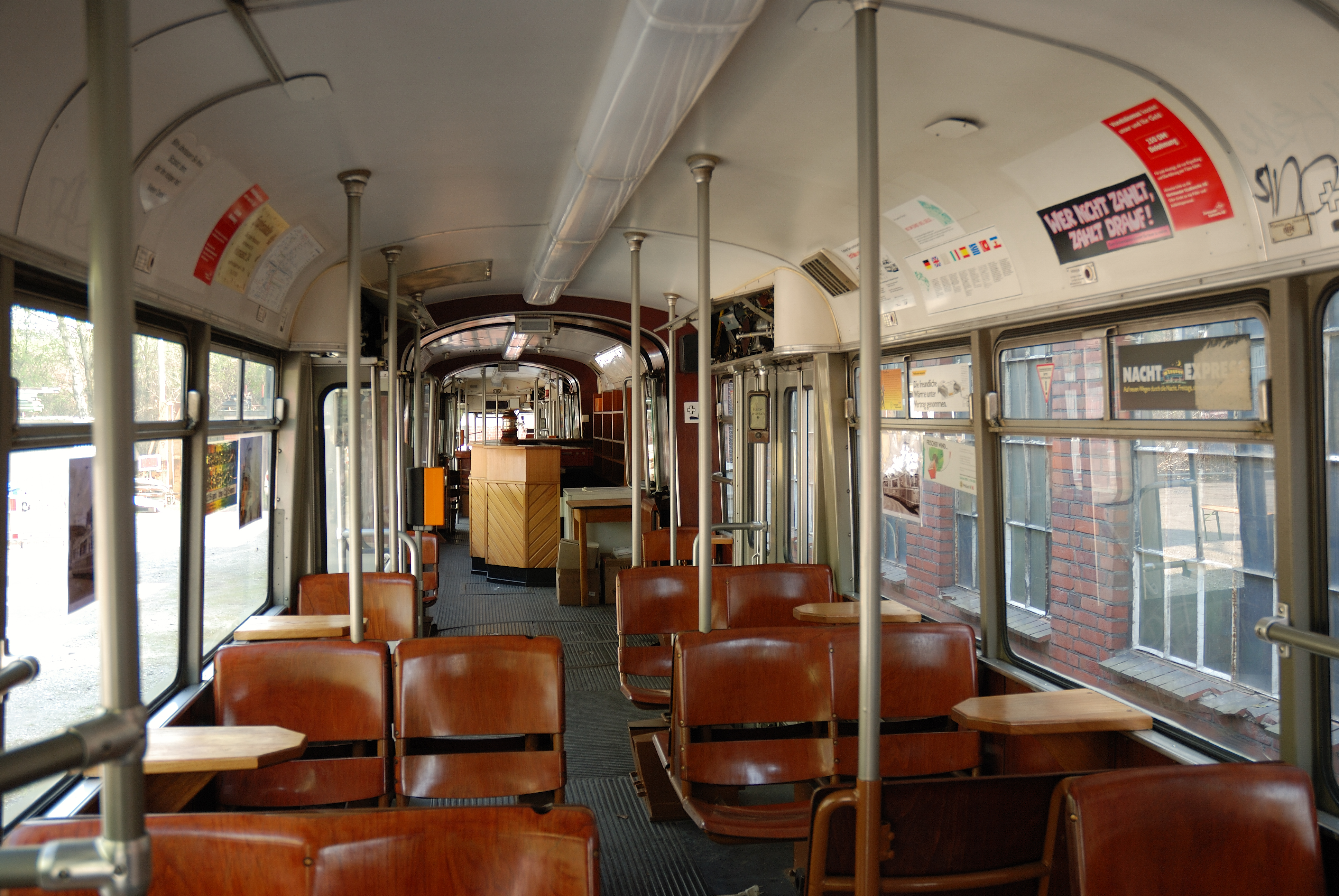
Wnętrze GT8
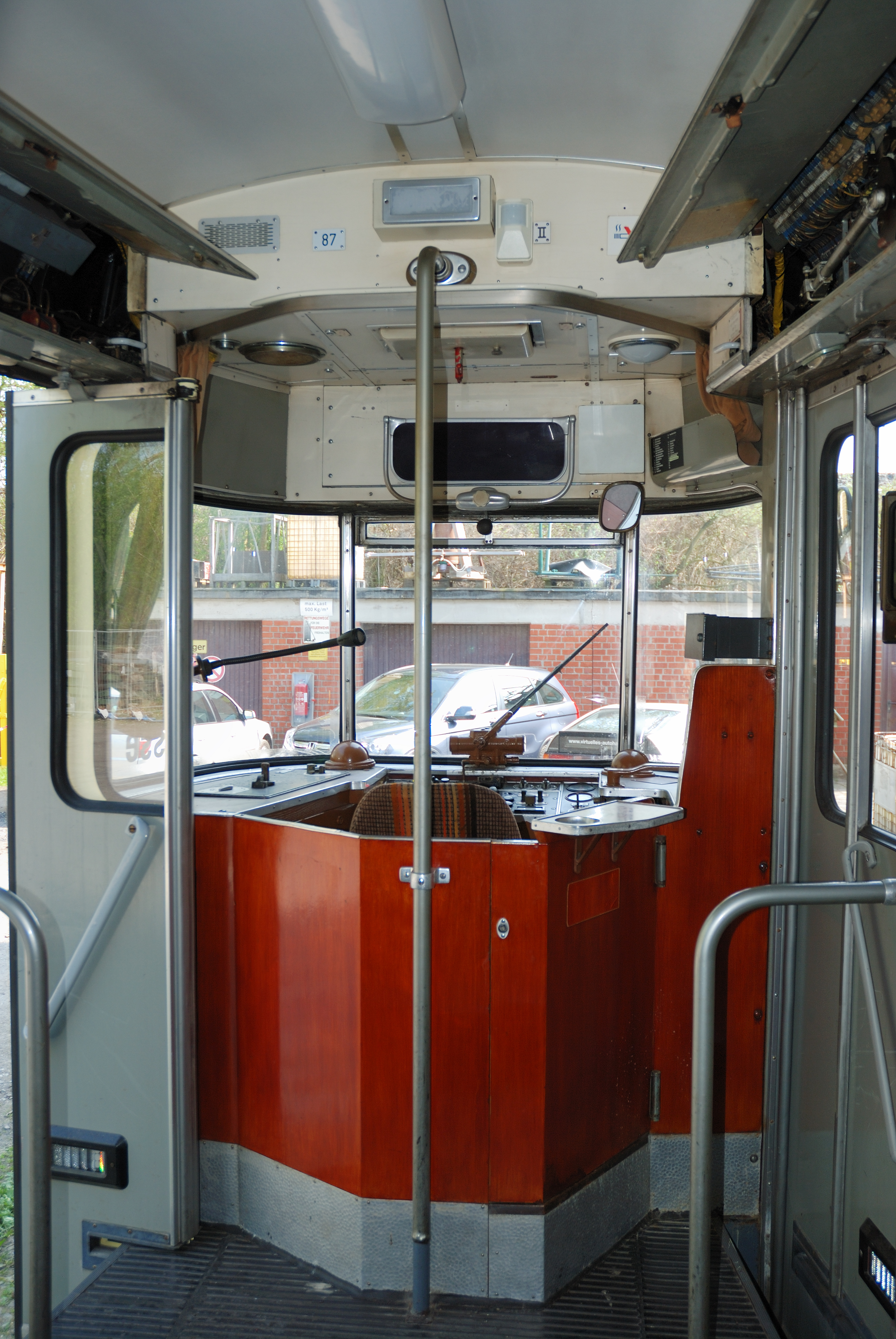
Stanowisko motorniczego w GT8
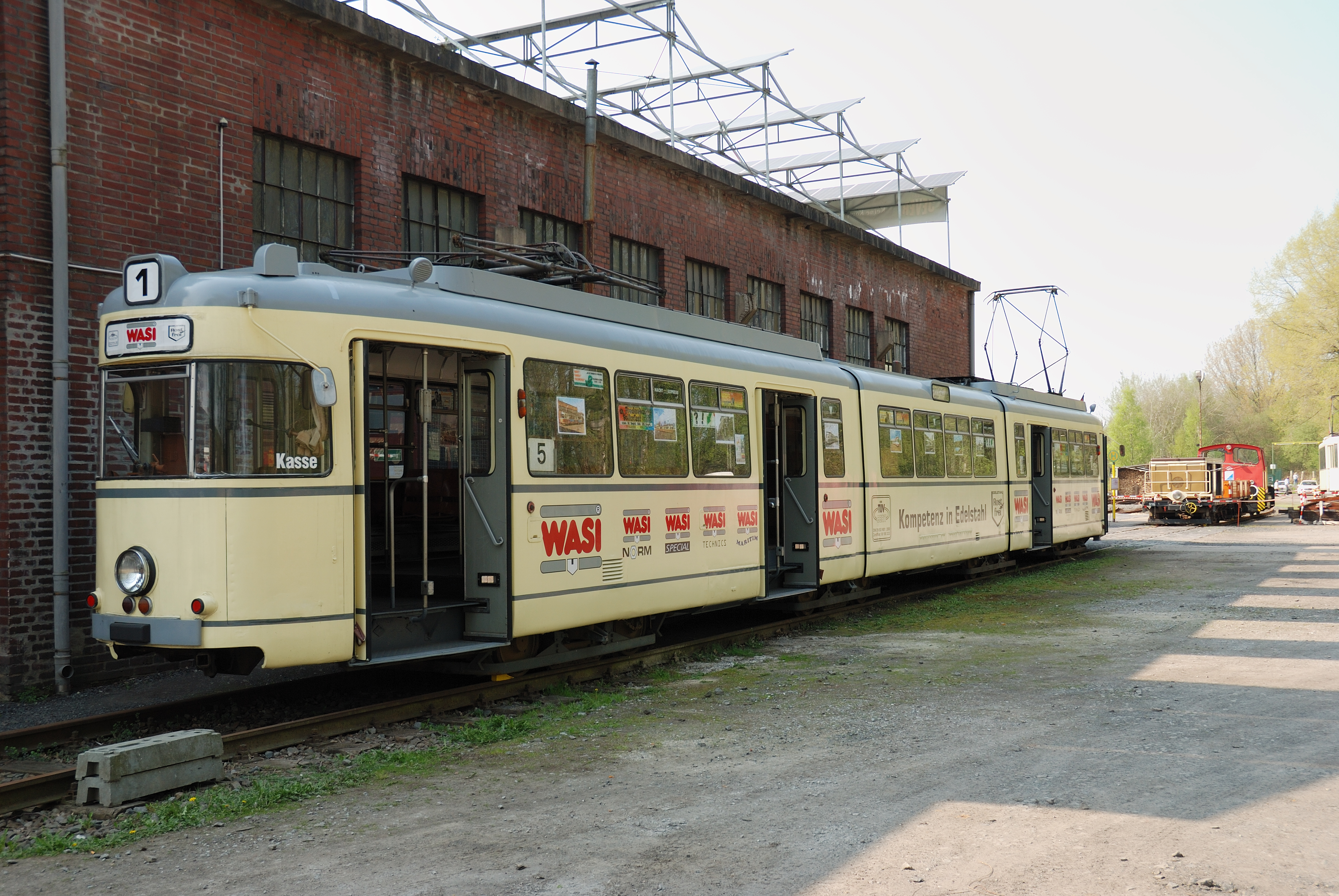
GT8 w Muzeum
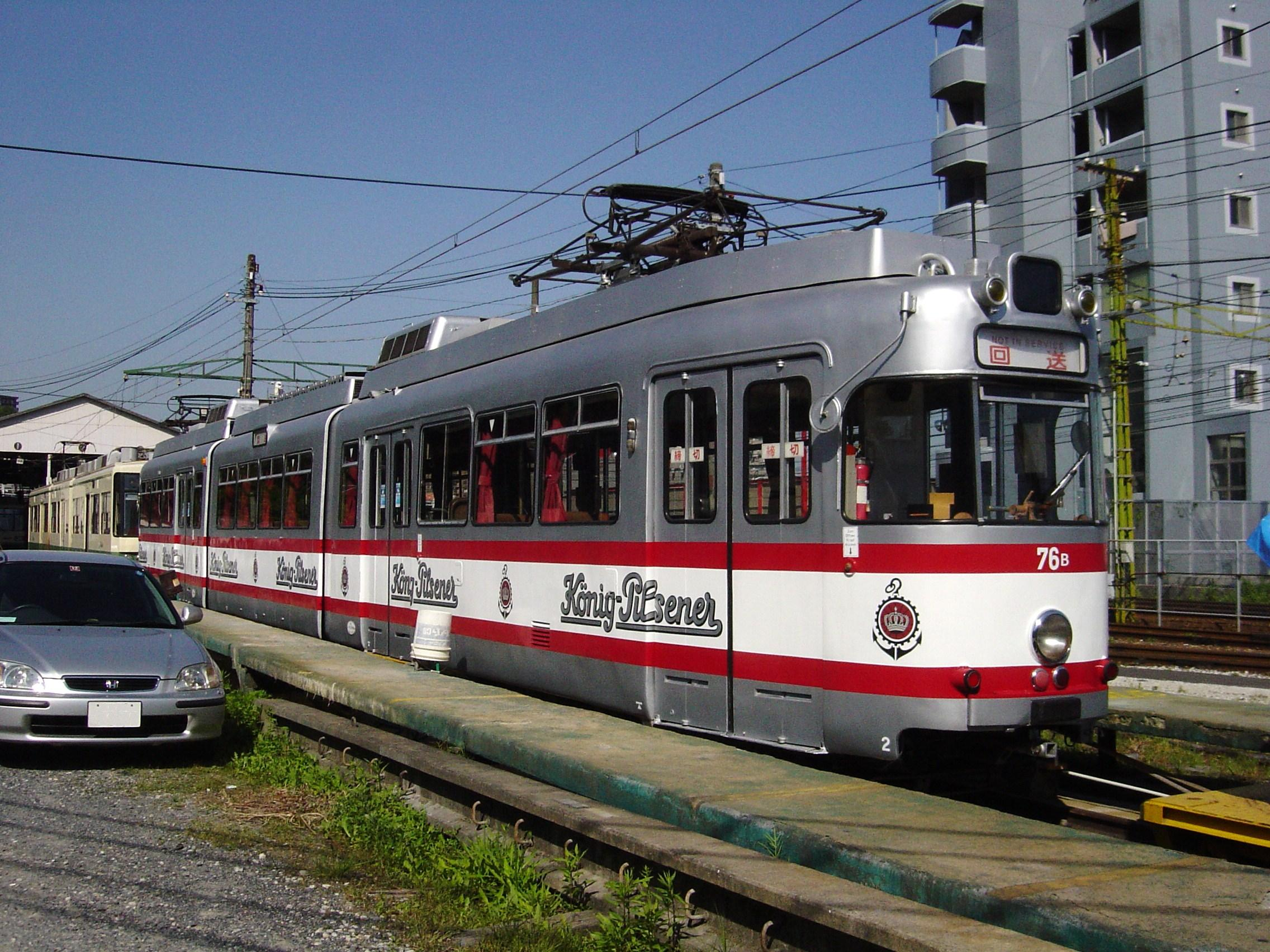
GT8 jako Hiroden Seria 70 w Hiroshimie w 2004